# Ester Ledecká
Ester Ledecká (* 23. März 1995 in Prag) ist eine tschechische Snowboarderin und Skirennläuferin. Sie wurde 2018 in der Ski-Alpin-Disziplin Super-G und dem Snowboard-Wettbewerb Parallel-Riesenslalom Olympiasiegerin. Im Snowboarden wurde sie bisher dreimal Weltmeisterin und gewann viermal die Gesamtwertung der Parallelrennen im Snowboard-Weltcup. Seit 2016 hat sie sich auch im alpinen Skiweltcup etabliert.

## Werdegang

### Persönliches
Ester Ledecká stammt aus einer sportlichen und künstlerischen Familie. Jan Klapáč, ihr Großvater mütterlicherseits, war als Eishockeyspieler erfolgreich; er wurde 1972 Weltmeister mit der tschechoslowakischen Eishockeynationalmannschaft und gewann zwei olympische Medaillen. Ihre Mutter Zuzana war als Eiskunstläuferin aktiv, während ihr Vater Janek Ledecký ein bekannter Popmusiker ist. Ihr Bruder Jonáš Ledecký (* 1993) war als Jugendlicher auch ein erfolgreicher Snowboarder und ist heute ein bekannter Künstler, Comic-Designer und Musiker.
Ledecká nennt als Hobbys Beachvolleyball, Windsurfen und Eishockey. Ihre Eltern besitzen ein kleines Ferienhaus im Wintersportort Špindlerův Mlýn im Riesengebirge. Dort erlernte Ledecká als Zweijährige das Skifahren, mit fünf Jahren stand sie erstmals auf einem Snowboard. Als sie 14 Jahre alt war, drängten die Trainer darauf, dass sie sich auf eine dieser Sportarten konzentrieren solle, wenn sie erfolgreich sein wolle. Sie setzte sich jedoch zum Ziel, in beiden gleichzeitig zur Weltspitze zu gehören. Rückblickend meinte sie, die Erfolge im Snowboarden seien einfacher zu erreichen gewesen, da die Leistungsdichte weniger groß sei als im alpinen Skisport. Nach dem Abschluss des Gymnasiums im Jahr 2014 wollte Ledecká zunächst Physik studieren; dies war aus Zeitmangel jedoch nicht möglich, weshalb sie stattdessen ein Studium der Marketingkommunikation absolvierte.

### Snowboard
Von 2010 bis 2012 nahm Ledecká vorwiegend am Europacup teil, wobei sie in der Saison 2011/12 den fünften Platz in der Parallelgesamtwertung belegte. Sie nahm im Februar 2011 am Europäischen Olympischen Jugendfestivals in Liberec teil, wo sie den Parallel-Riesenslalom gewann. Ihr erstes Weltcuprennen bestritt sie am 21. Dezember 2012 in Carezza, wo sie den Parallel-Riesenslalom auf dem 13. Rang beendete. Bei den Weltmeisterschaften 2013 in Stoneham erreichte sie den 17. Platz im Parallelslalom und den 16. Platz im Parallel-Riesenslalom. Im März 2013 holte sie bei den Juniorenweltmeisterschaften in Erzurum jeweils Gold in beiden Parallel-Disziplinen.
In der Saison 2013/14 belegte Ledecká bei allen Weltcuprennen Top-10-Platzierungen. Dabei erreichte sie im Januar 2014 in Bad Gastein mit einem dritten und einem zweiten Platz im Parallelslalom ihre ersten Weltcup-Podestplatzierungen. Eine Woche später, am 10. Januar 2014, gewann sie beim Parallel-Riesenslalom in Rogla ihr erstes Weltcuprennen. Bei ihrer ersten Olympiateilnahme 2014 in Sotschi errang sie den siebten Platz im Parallel-Riesenslalom und den sechsten Platz im Parallelslalom. Die Saison beendete sie auf dem zweiten Platz im Parallel-Weltcup. Im Januar 2015 gelang ihr in Bad Gastein im Parallelslalom der zweite Weltcupsieg. Eine Woche später gewann sie bei den Weltmeisterschaften 2015 am Kreischberg Gold im Parallelslalom. Im Februar 2015 gewann sie im Sudelfeld den Parallel-Riesenslalom und belegte in Asahikawa den dritten Platz im Parallel-Riesenslalom. Die Saison beendete sie auf dem dritten Platz im Parallel-Weltcup und dem zweiten Rang in der Parallel-Riesenslalomwertung.
In der Saison 2015/16 kam Ledecká bei allen sieben Teilnahmen im Weltcup unter die ersten Neun. Dabei holte sie drei Siege und belegte einmal den dritten Platz. Zum Saisonende entschied sie den Parallelweltcup und den Parallel-Riesenslalom-Weltcup für sich, während sie im Parallelslalom-Weltcup Fünfte wurde. In der folgenden Saison 2016/17 gewann sie jeweils die Parallelslaloms in Cortina d’Ampezzo und Winterberg sowie die Parallel-Riesenslaloms in Rogla und Kayseri. Zudem errang sie im Parallel-Riesenslalom im Carezza und im Parallelslalom in Winterberg jeweils den zweiten Platz, womit sie zum Saisonende den dritten Platz im Parallel-Riesenslalom-Weltcup, den zweiten Rang im Parallelslalom-Weltcup und den ersten Platz im Parallel-Weltcup belegte. Beim Saisonhöhepunkt, den Weltmeisterschaften 2017 in der Sierra Nevada, holte sie sich im Finale hinter der Österreicherin Daniela Ulbing Silber im Parallelslalom und Gold im Parallel-Riesenslalom.
Ledecká trat im ersten Teil der Weltcupsaison 2017/18 in neun Rennen an, von denen sie fünf gewann. Bei den Olympischen Winterspielen 2018 in Pyeongchang gewann sie eine Woche nach Gold im alpinen Super-G auch den Parallel-Riesenslalom bei den Snowboardern. Ledecká ist somit die erste Athletin nach Anfissa Reszowa, die Goldmedaillen in verschiedenen Sportarten bei Winterspielen gewann. Sie ist zudem die einzige, der dies bei denselben Spielen und in Einzeldisziplinen gelang. Darüber hinaus ist dies vorher noch nie einem Athleten in „nichtverwandten Disziplinen“ gelungen. Sie trug während der Abschlussfeier die Flagge Tschechiens. Bei den Olympischen Winterspielen 2022 in Peking konnte Ledecká ihren Titel im Snowboard-Parallel-Riesenslalom verteidigen und somit erneut eine Gold-Medaille gewinnen.

### Ski Alpin

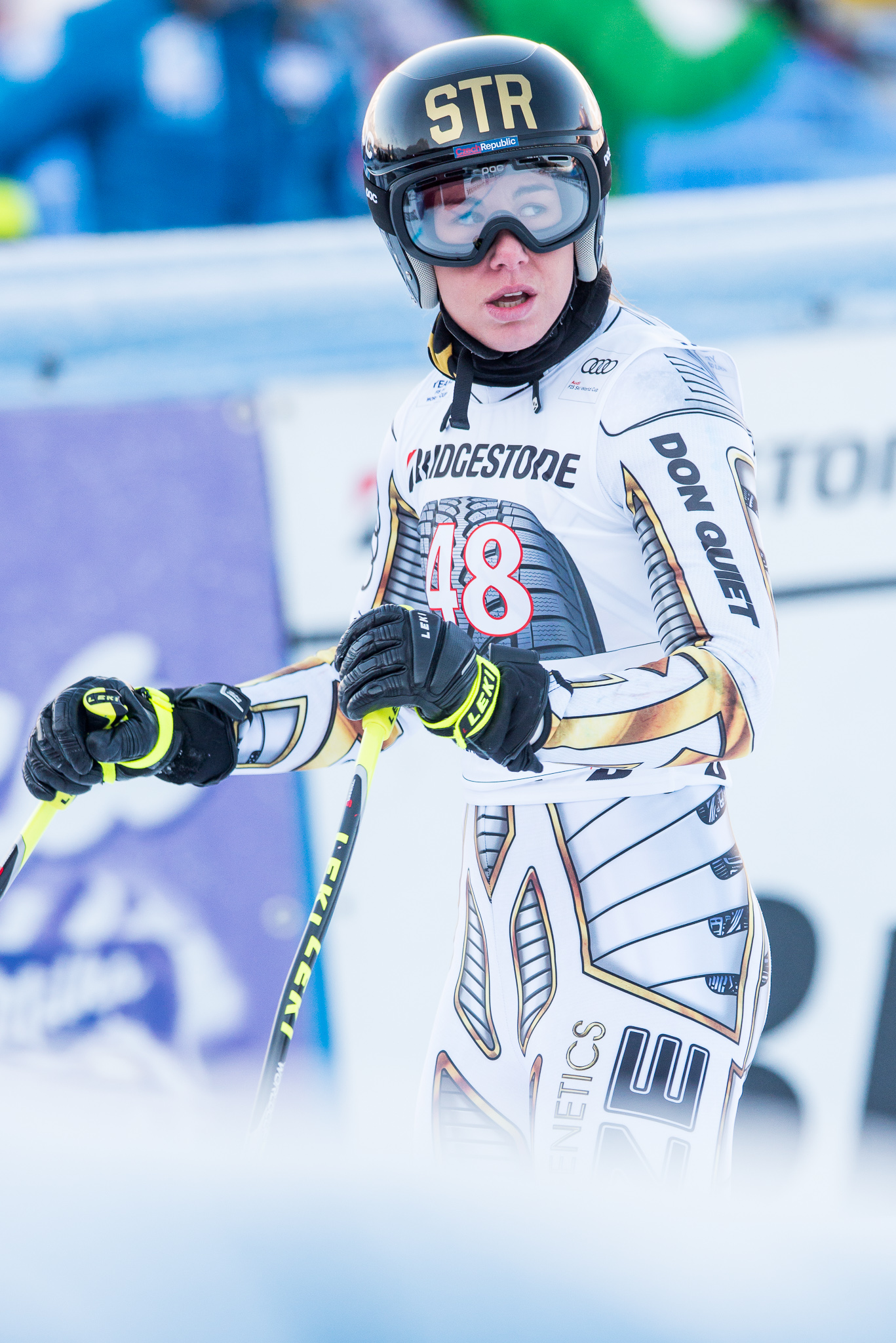
Ledecká in Garmisch-Partenkirchen (2017)

Ledecká startete ab Dezember 2010 bei alpinen FIS-Rennen und nationalen Meisterschaften. Einsätze im Europacup folgten ab Dezember 2013, wobei sie gleich bei ihrem zweiten Rennen unter die besten zehn fuhr. Im Spätsommer 2015 entschied sie mit sechs Siegen in Serie die Super-G-Wertung und die Kombinationswertung des South American Cup für sich. Ihr Debüt im alpinen Skiweltcup hatte sie am 6. Februar 2016 in Garmisch-Partenkirchen. Dort fuhr sie in der Abfahrt auf Platz 24 und gewann auf Anhieb die ersten Weltcuppunkte. Einen Tag später schaffte sie im Super-G den 25. Platz. Im Spätsommer 2016 nahm Ledecká erneut am South American Cup teil. Mit acht Siegen in Serie gewann sie die Gesamtwertung, die Super-G-Wertung und die Kombinationswertung. Im Verlaufe der Saison 2016/17 gelang es ihr (trotz der Doppelbelastung des Snowboard-Weltcups) sich allmählich der Weltspitze in den schnellen Alpin-Disziplinen anzunähern. Sie nahm an den Weltmeisterschaften 2017 in St. Moritz teil, wo Platz 20 in der Kombination ihr bestes Ergebnis war.
Am 2. Dezember 2017 fuhr Ledecká in der Abfahrt von Lake Louise auf den siebten Platz, gleichbedeutend mit ihrem ersten Top-10-Resultat im Alpinweltcup. Sie qualifizierte sich damit auch in dieser Sportart für die Olympischen Winterspiele 2018 in Pyeongchang. Zwei Tage nachdem sie im Riesenslalom auf Platz 23 gefahren war, gewann sie am 17. Februar völlig überraschend mit Startnummer 26 die Goldmedaille im Super-G, mit einer Hundertstelsekunde Vorsprung auf die Österreicherin Anna Veith. Ihr Sieg war in mehrerer Hinsicht bemerkenswert: So war Ledecká auf Skiern gefahren, die zuvor Mikaela Shiffrin gehört hatten. Laut Ledeckás Trainer Tomáš Bank hatte man ein neues Paar und die früheren Skier von Shiffrin zur Auswahl, wobei sich letztere in Materialtests als die schnellsten erwiesen hätten, obwohl Ledecká diese schon seit über eineinhalb Jahren benutze. Außerdem war sie in dieser Disziplin im Weltcup zuvor nie besser als 19. gewesen. Ledecká feierte ihren Sieg zunächst nicht, sondern schaute regungslos auf die Anzeigetafel. Nach eigenen Angaben habe sie einen Fehler vermutet und darauf gewartet, dass noch ein paar Sekunden zu ihrer Zeit hinzukämen. Sie realisierte ihren Sieg erst nach dem entsprechenden Hinweis des Kameramanns im Zielraum. Anna Veith hatte bereits ein vermeintliches Siegerinterview gegeben, da sie sich schon als sichere Olympiasiegerin wähnte. Außerdem behielt Ledecká bei anschließenden Interviews auf der Piste und sogar im Presseraum ihre Skibrille auf, da sie nach eigenen Angaben nicht mit einem solchen Erfolg gerechnet hatte und daher nicht geschminkt gewesen sei.
Da die FIS die Snowboard- und Alpin-Weltmeisterschaften 2019 zur gleichen Zeit angesetzt hatte, entschied sich Ledecká, nur an den Alpinen Skiweltmeisterschaften 2019 in Åre teilzunehmen.
Dort belegte sie allerdings im Super-G nur Platz 27 unter 29 gewerteten Läuferinnen. Zum Auftakt der Saison 2019/20 gewann sie am 6. Dezember 2019 die Abfahrt von Lake Louise und damit erstmals ein alpines Weltcuprennen.
Bei den Olympischen Winterspielen 2022 in Peking nahm sie im Super-G teil und belegte dort den fünften Platz. Auf eine Medaille fehlten ihr lediglich 13 Hundertstel Sekunden. Kurz nach den Olympischen Spielen gewann sie am 26. Februar ihre zweite Weltcupabfahrt in Crans-Montana.

## Erfolge Snowboard

### Olympische Spiele
| Datum            | Ort         | Land | Disziplin             | Platz |
| ---------------- | ----------- | ---- | --------------------- | ----- |
| 19. Februar 2014 | Sotschi     | RUS  | Parallel-Riesenslalom | 7.    |
| 22. Februar 2014 | Sotschi     | RUS  | Parallelslalom        | 6.    |
| 24. Februar 2018 | Pyeongchang | KOR  | Parallel-Riesenslalom | 1.    |
| 8. Februar 2022  | Peking      | CHN  | Parallel-Riesenslalom | 1.    |

### Weltmeisterschaften
- La Molina 2011: 33. Parallel-Riesenslalom, 40. Parallelslalom
- Stoneham 2013: 16. Parallel-Riesenslalom, 17. Parallelslalom
- Kreischberg 2015: 1. Parallelslalom, 5. Parallel-Riesenslalom
- Sierra Nevada 2017: 1. Parallel-Riesenslalom, 2. Parallelslalom
- Engadin 2025: 1. Parallel-Riesenslalom, 2. Parallelslalom

### Weltcupwertungen
| Saison  | Parallel (Gesamt) | Parallel (Gesamt) | Parallel-Riesenslalom | Parallel-Riesenslalom | Parallelslalom | Parallelslalom |
| Saison  | Platz             | Punkte            | Platz                 | Punkte                | Platz          | Punkte         |
| ------- | ----------------- | ----------------- | --------------------- | --------------------- | -------------- | -------------- |
| 2012/13 | 15.               | 1580              | 15.                   | 1040                  | 16.            | 560            |
| 2013/14 | 2.                | 3070              | 3.                    | 1850                  | 2.             | 1850           |
| 2014/15 | 3.                | 3900              | 2.                    | 2050                  | 8.             | 1850           |
| 2015/16 | 1.                | 4750              | 1.                    | 3000                  | 5.             | 1750           |
| 2016/17 | 1.                | 4860              | 3.                    | 2800                  | 2.             | 2060           |
| 2017/18 | 1.                | 7540              | 1.                    | 7250                  | 24.            | 290            |
| 2018/19 | 1.                | 5900              | 1.                    | 5000                  | 13.            | 900            |
| 2019/20 | 17.               | 1800              | 17.                   | 1000                  | 8.             | 800            |
| 2020/21 | 23.               | 100               | 13.                   | 100                   | –              | –              |
| 2021/22 | 12.               | 180               | 15.                   | 180                   | –              | –              |
| 2022/23 | 18.               | 180               | 20.                   | 80                    | 15.            | 100            |
| 2023/24 | 13.               | 300               | –                     | –                     | 3.             | 300            |
| 2024/25 | 24.               | 150               | 26.                   | 100                   | 20.            | 50             |

### Weltcupsiege
Ledecká errang im Snowboard-Weltcup bisher 39 Podestplätze, davon 25 Siege:
| Nr. | Datum             | Ort               | Land                | Disziplin             |
| --- | ----------------- | ----------------- | ------------------- | --------------------- |
| 01. | 18. Januar 2014   | Rogla             | Slowenien           | Parallel-Riesenslalom |
| 02. | 9. Januar 2015    | Bad Gastein       | Österreich          | Parallelslalom        |
| 03. | 7. Februar 2015   | Sudelfeld         | Deutschland         | Parallel-Riesenslalom |
| 04. | 12. Dezember 2015 | Carezza           | Italien             | Parallel-Riesenslalom |
| 05. | 23. Januar 2016   | Rogla             | Slowenien           | Parallel-Riesenslalom |
| 06. | 27. Februar 2016  | Kayseri           | Türkei              | Parallel-Riesenslalom |
| 07. | 17. Dezember 2016 | Cortina d’Ampezzo | Italien             | Parallelslalom        |
| 08. | 28. Januar 2017   | Rogla             | Slowenien           | Parallel-Riesenslalom |
| 09. | 5. März 2017      | Kayseri           | Türkei              | Parallel-Riesenslalom |
| 10. | 14. Dezember 2017 | Carezza           | Italien             | Parallel-Riesenslalom |
| 11. | 15. Dezember 2017 | Cortina d’Ampezzo | Italien             | Parallel-Riesenslalom |
| 12. | 5. Januar 2018    | Lackenhof         | Österreich          | Parallel-Riesenslalom |
| 13. | 20. Januar 2018   | Rogla             | Slowenien           | Parallel-Riesenslalom |
| 14. | 26. Januar 2018   | Bansko            | Bulgarien           | Parallel-Riesenslalom |
| 15. | 10. März 2018     | Scuol             | Schweiz             | Parallel-Riesenslalom |
| 16. | 15. Dezember 2018 | Cortina d’Ampezzo | Italien             | Parallel-Riesenslalom |
| 17. | 16. Februar 2019  | Pyeongchang       | Südkorea            | Parallel-Riesenslalom |
| 18. | 18. Januar 2020   | Rogla             | Slowenien           | Parallel-Riesenslalom |
| 19. | 12. Dezember 2020 | Cortina d’Ampezzo | Italien             | Parallel-Riesenslalom |
| 20. | 17. Dezember 2021 | Cortina d’Ampezzo | Italien             | Parallel-Riesenslalom |
| 21. | 18. März 2023     | Berchtesgaden     | Deutschland         | Parallelslalom        |
| 22. | 20. Januar 2024   | Pamporowo         | Bulgarien           | Parallelslalom        |
| 23. | 21. Januar 2024   | Pamporowo         | Bulgarien           | Parallel-Riesenslalom |
| 24. | 9. März 2024      | Winterberg        | Deutschland         | Parallelslalom        |
| 25. | 30. November 2024 | Mylin             | Volksrepublik China | Parallelslalom        |

### Juniorenweltmeisterschaften
- Sierra Nevada 2012: 8. Parallelslalom, 12. Parallel-Riesenslalom
- Erzurum 2013: 1. Parallel-Riesenslalom, 1. Parallelslalom

### Weitere Erfolge
- 1 tschechischer Meistertitel (Parallel-Riesenslalom 2012)
- 1 Sieg im Europacup
- 4 Podestplätze im Nor-Am Cup, davon 3 Siege
- Europäisches Olympisches Jugendfestival 2011: 1. Parallel-Riesenslalom, 5. Snowboardcross

## Erfolge Ski Alpin

### Olympische Spiele
| Datum            | Ort         | Land | Disziplin    | Platz |
| ---------------- | ----------- | ---- | ------------ | ----- |
| 15. Februar 2018 | Pyeongchang | KOR  | Riesenslalom | 23.   |
| 17. Februar 2018 | Pyeongchang | KOR  | Super-G      | 1.    |
| 11. Februar 2022 | Peking      | CHN  | Super-G      | 5.    |
| 15. Februar 2022 | Abfahrt     | CHN  | Abfahrt      | 27.   |
| 17. Februar 2022 | Peking      | CHN  | Kombination  | 4.    |

### Weltmeisterschaften
- St. Moritz 2017: 20. Alpine Kombination, 21. Abfahrt, 29. Super-G, 37. Riesenslalom
- Åre 2019: 15. Alpine Kombination, 17. Abfahrt 27. Super-G
- Cortina d’Ampezzo 2021: 4. Abfahrt, 4. Super-G, 8. Alpine Kombination
- Saalbach-Hinterglemm 2025: 3. Abfahrt, 7. Super-G

### Weltcup
- 11 Podestplätze, davon 4 Siege:

| Datum             | Ort                  | Land       | Disziplin |
| ----------------- | -------------------- | ---------- | --------- |
| 6. Dezember 2019  | Lake Louise          | Kanada     | Abfahrt   |
| 20. Dezember 2020 | Val-d’Isère          | Frankreich | Super-G   |
| 26. Februar 2022  | Crans-Montana        | Schweiz    | Abfahrt   |
| 22. März 2024     | Saalbach-Hinterglemm | Österreich | Super-G   |

### Weltcupwertungen
| Saison  | Gesamt | Gesamt | Abfahrt | Abfahrt | Super-G | Super-G | Riesenslalom | Riesenslalom | Kombination | Kombination |
| Saison  | Platz  | Punkte | Platz   | Punkte  | Platz   | Punkte  | Platz        | Punkte       | Platz       | Punkte      |
| ------- | ------ | ------ | ------- | ------- | ------- | ------- | ------------ | ------------ | ----------- | ----------- |
| 2015/16 | 93.    | 28     | 37.     | 15      | 42.     | 13      | –            | –            | –           | –           |
| 2016/17 | 77.    | 61     | 34.     | 37      | 38.     | 24      | –            | –            | –           | –           |
| 2017/18 | 61.    | 101    | 22.     | 94      | 47.     | 7       | –            | –            | –           | –           |
| 2018/19 | 54.    | 129    | 24.     | 84      | 28.     | 45      | –            | –            | –           | –           |
| 2019/20 | 10.    | 503    | 2.      | 322     | 21.     | 81      | –            | –            | 3.          | 100         |
| 2020/21 | 13.    | 453    | 8.      | 206     | 5.      | 236     | 47.          | 11           | –           | –           |
| 2021/22 | 19.    | 443    | 3.      | 339     | 22.     | 104     | –            | –            | –           | –           |
| 2023/24 | 23.    | 374    | 23.     | 87      | 6.      | 287     | –            | –            | –           | –           |

### South American Cup
- Saison 2015: 5. Gesamtwertung, 1. Super-G-Wertung, 1. Kombinationswertung, 5. Abfahrtswertung
- Saison 2016: 1. Gesamtwertung, 1. Super-G-Wertung, 1. Kombinationswertung, 2. Abfahrtswertung
- 19 Podestplätze, davon 17 Siege

### Weitere Erfolge
- 3 Siege in FIS-Rennen
- Europäisches Olympisches Jugendfestival 2011: 22. Slalom, 38. Riesenslalom

### Auszeichnungen
2018 wurde Ledecká zu Tschechiens Sportlerin des Jahres gewählt.
2024 erhielt sie den Trofeo Unión Europea 2024 als beste europäische Sportlerin.